# Hans Henrik von Eickstedt
Hans Henrik von Eickstedt (født 14. juli 1715, død 13. august 1801) var en dansk officer.

## Familie og militær karriere
Hans Henrik von Eickstedt var en søn af gehejmeråd Valentin von Eickstedt og dennes 2. hustru. Efter først at have nydt undervisning i hjemmet og derpå studeret i København blev Eickstedt 1732 kornet ved 5. jyske kavaleriregiment, 1737 kaptajnløjtnant ved 2. jyske kavaleriregiment, 1738 ritmester, 1746 major, 1754 oberstløjtnant, 1759 oberst, 1766 chef for regimentet, der nu hed sjællanske dragonregiment, og 1769 generalmajor.
Eickstedt var på dette tidspunkt den opadgående sol i hæren. Fra begge lejre havde de ledende i det politiske drama, der nu snart skulle begynde at spille, øjnene henvendte på ham som en mand, man vist måtte søge at sikre sig. Hans regimentschef, grev Frederik Vilhelm Conrad Holck, havde 1763 i konduitelisten til Claude Louis de Saint-Germain banet ham vejen med følgende karakteristik: "Ein Däne; vornehmer Extraction; ein habiler Mann; von ihm kan nicht zu viel Gutes gesagt werden" ("En dansker; fornem æt; en habil mand; man kan ikke sige nok godt om ham."), og Eickstedts hofmandsmæssige optræden, hans legemlige kraft og styrke og ry som idrætsmand gjorde resten. Men Holcks dom var misvisende, for så vidt der var taget sigte på andet end det rent ydre; thi Eickstedt var uden åndelig energi og dannelse, af en svag og uselvstændig karakter, vellystig og usædelig indtil skandale.

## Kuppet mod Struensee
1771 blev han med sine dragoner kaldt fra Næstved til København af Struensee for at være denne til støtte under den voksende uro, men det lykkedes enkedronning Juliane Marie at drage ham over til sit parti, og det var som bekendt Eickstedt og chefen for falsterske regiment, oberst Køller, i hvis hænder den praktiske udførelse af hofrevolutionen af 17. januar 1772 (kuppet mod Struensee) blev lagt.
De nye magthaveres taknemmelighed mod Eickstedt kendte ingen grænse. Han overvældedes med smiger, der tildeltes ham en stor pengebelønning, og han udnævntes samme dag, omvæltningen fandt sted, eller i den nærmeste tid derefter til hvid ridder (Valgsprog: "Gud, Kongen og Landet tro"), statsminister, general af kavaleriet, kommandør for livgarden til hest, kommandant i København, deputeret i Generalitets- og Kommissariatskollegiet. Det følgende år fritoges han for de to sidstnævnte stillinger, men blev i det
sted Kavaleriinspektør i Sjælland og Fyn og fik overdraget det ansvarsfulde hverv som overhofmester hos kronprins Frederik. 1773 udnævntes han til ridder af Elefanten. 1777 stilledes han i spidsen for overtilsynskommissionen ved det Kongelige Teater, 1783 blev han medlem af Overbankdirektionen.
Flere af disse embeder savnede han indsigt og alvor til at bestride, og i ingen af dem lagde han dygtighed for dagen. Mest bekendt er han blevet for sin teaterstyrelse, i hvilken, som på andre områder, han lod sig lede af en af sine mange elskerinder, den kapriciøse skuespillerinde jomfru Møller, senere madam Catharina Frydendahl, -- hende, om hvem der blev sunget:
"Af Jomfru X.s Strømpebaand

Fik Officererne Kokarder",

da Eickstedt 1780 ved kongelig resolution havde udvirket, at landetaten, og kun den alene, skulle bære røde og gule kokarder på hattene.

## Afskedigelse og ophold på sine godser
Til sidst blev man dog ved hoffet ked af Eickstedt; om en bagatel synes der at være kommet en kurre på tråden mellem ham og Ove Høegh-Guldberg, der hidtil gensidig havde støttet og ladet sig beundre af hinanden, og på kronprinsens konfirmationsdag, 4. april 1784, blev Eickstedt ved kongelig håndskrivelse, i hvilken han først komplimenteredes for sine fortjenester og udnævntes til overkammerherre, afskediget fra alle sine embeder og i lempelige udtryk forvist hoffet.
Eickstedt var gift med Marie Lucie født Krakewitz, født omkring 1728, død 24. august 1800 i Rostock, datter af mecklenburgsk kammerjunker Ernst Gustav von Krakewitz og Louise Amalie født Kosboth. Efter sin fader arvede han godserne Hohenholz og Glasow, men afstod dem 1741 til broderen Alexander Ernst Eickstedt; gennem moderens slægt kom han i besiddelse af Boltinggaard på Fyn; han ejede desuden Louisenlund i Sjælland. Han havde som herremand ingen interesse af godsbestyrelsen, men overlod den til forpagteres og forvalteres eget forgodtbefindende, og det siges, at en smuk kone eller datter i reglen måtte skikkes forud, hvis hans bønder skulle kunne vente, at han ville tage sig af deres anliggender. Han har stiftet et legat for fattige på Boltinggaards gods. Han døde på Boltinggaard og ligger begravet i et af ham 1776 i kunstnerisk og yndefuld stil indrettet kapel i Ringe Kirke.